# Nguyễn Khắc Bình
Nguyễn Khắc Bình (1931), nguyên là một tướng lĩnh Bộ binh của Quân lực Việt Nam Cộng hòa, cấp bậc Thiếu tướng. Ông xuất thân từ khóa đầu tiên ở trường Sĩ quan Trừ bị được mở ra ở miền Nam Việt Nam dưới thời Quốc gia Việt Nam. Ra trường, ông được chọn về đơn vị Bộ binh. Tuy nhiên, sau này ông đảm trách những chức vụ có chuyên môn quân sự ở nhiều lĩnh vực khác nhau. Sau cùng ông được giao phụ trách lĩnh vực Tình báo Trung ương và An ninh Nội chính. Ông ở chức vụ này cho đến cuối tháng 4 năm 1975.

## Tiểu sử & Binh nghiệp
Ông sinh ngày 18 tháng 1 năm 1931, trong một gia đình điền chủ khá giả tại Ba Tri, Bến Tre, miền tây Nam phần, Việt Nam. Thiếu thời, ông học Tiểu học ở Bến Tre, khi lên Trung học ông được gửi sang Mỹ Tho học ở trường Trung học Collège de Mytho. Năm 1950, ông tốt nghiệp với văn bằng Tú tài bán phần Pháp (Part I).

### Quân đội Liên Hiệp Pháp
Tháng 9 năm 1951, thi hành lệnh động viên ông nhập ngũ vào Quân đội Liên hiệp Pháp, mang số quân: 51/121.145. Theo học khóa 1 Lê Văn Duyệt tại trường Sĩ quan Trừ bị Thủ Đức, khai giảng ngày 1 tháng 10 năm 1951. Ngày 1 tháng 6 năm 1952, mãn khóa tốt nghiệp với cấp bậc Thiếu úy. Ra trường, ông được điều động đi phục vụ đơn vị Bộ binh với chức vụ Trung đội trưởng thuộc Đại đội 3, Tiểu đoàn 1 Việt Nam. Cuối năm, đơn vị này chính thức được chuyển biên chế sang Quân đội Quốc gia.

### Quân đội Quốc gia Việt Nam
Tháng 4 năm 1953, sau một thời gian chuyển sang Quân đội Quốc gia, ông được về phục vụ tại Phòng 6 Bộ Tham mưu Quân khu I. Tháng 10 cùng năm, ông được thăng cấp Trung úy và được cử theo học trường Tình báo. Đến tháng 3 năm 1954, ông được thăng cấp Đại úy tại nhiệm. Tháng 6 cùng năm, ông được cử giữ chức vụ Chánh sở Liên lạc thuộc Nha Tổng Nghiên huấn Bộ Quốc phòng.

### Quân đội Việt Nam Cộng hòa
Tháng 5 năm 1955, ông được thăng cấp Thiếu tá tại nhiệm. Cuối tháng 10, Quân đội Quốc gia được đổi tên thành Quân đội Việt Nam Cộng hòa, ông tiếp tục phục vụ cơ cấu mới này. Giữa năm 1956, ông được cử theo học khóa 1 Chỉ huy và Tham mưu tại trường Đại học Quân sự, cuối năm tốt nghiệp Thủ khoa. Đầu năm 1957, ông được cử giữ chức vụ Trưởng phòng 3 tại Bộ tư lệnh Quân đoàn II.
Tháng 4 năm 1958, ông được cử đi du hành quan sát tổ chức các đại đơn vị của Quân đội Đại Hàn sau chiến tranh Nam, Bắc Triều Tiên. Tháng 6 cùng năm về nước, ông được giữ chức vụ Trưởng phòng Tình hình trong Văn phòng Thường trực Quốc phòng tại Phủ Tổng thống. Đến tháng 5 năm 1959, ông được cử đi du hành quan sát và nghiên cứu chiến trường Ai Lao và Hạ Lào. Tháng 11 cùng năm, ông được giữ chức vụ Tham mưu phó Hành quân trong Bộ tư lệnh Đệ ngũ Quân khu. Đến đầu năm 1960, ông chuyển nhiệm trở về đơn vị Bộ binh, được cử giữ chức vụ Tham mưu trưởng Sư đoàn 21 Bộ binh. Giữa năm 1961, chuyển đi làm Tham mưu trưởng Sư đoàn 23 Bộ binh. Tháng 5 năm 1963, ông chuyển sang "Hành chính Quân sự", và được bổ nhiệm chức vụ Tỉnh trưởng kiêm Tiểu khu trưởng tỉnh Định Tường thay thế Trung tá Trần Hoàng Quân.
Đầu tháng 2 năm 1964, sau cuộc Chỉnh lý nội bộ của tướng Nguyễn Khánh tại Chính quyền Trung ương, ông được thăng cấp Trung tá và được cử giữ chức vụ Phụ tá Đặc biệt Văn phòng Tổng Tham mưu trưởng Bộ Tổng Tham mưu. Tháng 9 cùng năm, chuyển sang làm Phụ tá Quân sự Văn phòng Đổng lý Bộ Quốc phòng. Tháng 5 năm 1965, ông được cử đi làm Tuỳ viên Quân sự cạnh Tòa Đại sứ Việt Nam Cộng hòa tại Cộng hòa Liên bang Đức.
Tháng 10 năm 1967, ông được triệu hồi về nước để giữ chức vụ Bí thư cho Tổng thống Nguyễn Văn Thiệu. Đến tháng 9 năm 1968, ông được bổ nhiệm giữ chức vụ Đặc uỷ trưởng Phủ Đặc uỷ Trung ương Tình báo thay thế Trung tướng Linh Quang Viên. Tháng 6 năm 1969, ông được thăng cấp Đại tá tại nhiệm và được cử đi du hành quan sát tổ chức Trung ương Tình báo các Quốc gia: Hoa Kỳ, Đại Hàn và Trung Hoa Quốc gia.
Tháng 9 năm 1971, ông được bổ nhiệm chức vụ Tư lệnh Cảnh sát Quốc gia kiêm Đặc uỷ trưởng Trung ương Tình báo thay thế Thiếu tướng Trần Thanh Phong. Ngày Quốc khánh Đệ Nhị Cộng hòa 1 tháng 11 năm 1972, ông được thăng cấp Chuẩn tướng tại nhiệm.
- Bộ Tư lệnh Cảnh sát Quốc gia vào thời điểm tháng 4/1975, nhân sự được phân bổ trách nhiệm như sau:
-Tư lệnh - Thiếu tướng Nguyễn Khắc Bình
-Phó tư lệnh - Chuẩn tướng Bùi Văn Nhu
-Phụ tá Đặc trách Điều hành - Chuẩn tướng Trương Bảy
-Phụ tá Đặc trách An ninh - Chuẩn tướng Nguyễn Văn Giàu
-Phụ tá Đặc trách Cảnh sát Đặc biệt - Chuẩn tướng Huỳnh Thới Tây
-Chỉ huy trưởng Cảnh sát Đô thành Sài Gòn - Chuẩn tướng Trang Sĩ Tấn

## 1975
Ngày 1 tháng 2, ông được thăng cấp Thiếu tướng tại nhiệm.
Ngày 24 tháng 4, ông cùng gia đình di tản khỏi Việt Nam mà không bàn giao chức vụ đặc ủy trưởng Phủ Đặc ủy Trương ương Tình báo. Sau đó, ông sang định cư tại San Jose, Tiểu bang California, Hoa Kỳ.

## Huy chương
-Bảo quốc Huân chương đệ tứ đẳng
-Được tặng thưởng nhiều huy chương Quân sự, Dân sự của Việt Nam Cộng hòa
-Một số huy chương Quân đội Liên hiệp Pháp, Hoa Kỳ, Trung hoa Dân quốc và Đại Hàn Dân quốc

## Gia đình
- Phu nhân: Bà Bùi Tuyết Vân

Ông bà có 4 người con (2 trai 2 gái).